# Ónod, Borsod-Abaúj-Zemplén
Ónod este un sat în districtul Miskolc, județul Borsod-Abaúj-Zemplén, Ungaria, având o populație de 2.412 locuitori (2011). 

## Demografie
Componența etnică a satului Ónod
     Maghiari (86,2%)
     Romi (12,69%)
     Necunoscut (0,19%)
     Alții (0,92%)
Componența confesională a satului Ónod
     Romano-catolici (45,73%)
     Reformați (20,69%)
     Fără religie (8,46%)
     Greco-catolici (2,49%)
     Necunoscută (22,22%)
     Alte religii (1,58%)
Conform recensământului din 2011, satul Ónod avea 2.412 locuitori. Din punct de vedere etnic, majoritatea locuitorilor (86,2%) erau maghiari, cu o minoritate de romi (12,69%). Apartenența etnică nu este cunoscută în cazul a 0,19% din locuitori. Nu există o religie majoritară, locuitorii fiind romano-catolici (45,73%), reformați (20,69%), persoane fără religie (8,46%) și greco-catolici (2,49%). Pentru 22,22% din locuitori nu este cunoscută apartenența confesională.